# A Daughter of the Wolf
A Daughter of the Wolf er en amerikansk stumfilm fra 1919 af Irvin Willat.

## Medvirkende
- Lila Lee som Annette Ainsworth
- Elliott Dexter som Robert Draly
- Clarence Geldert som Wolf Ainsworth
- Raymond Hatton som Doc
- Richard Wayne som Tim Roper